# Saint-Jean-de-la-Porte
Saint-Jean-de-la-Porte là một xã thuộc tỉnh Savoie trong vùng Rhône-Alpes ở đông nam nước Pháp.